# Brachycera

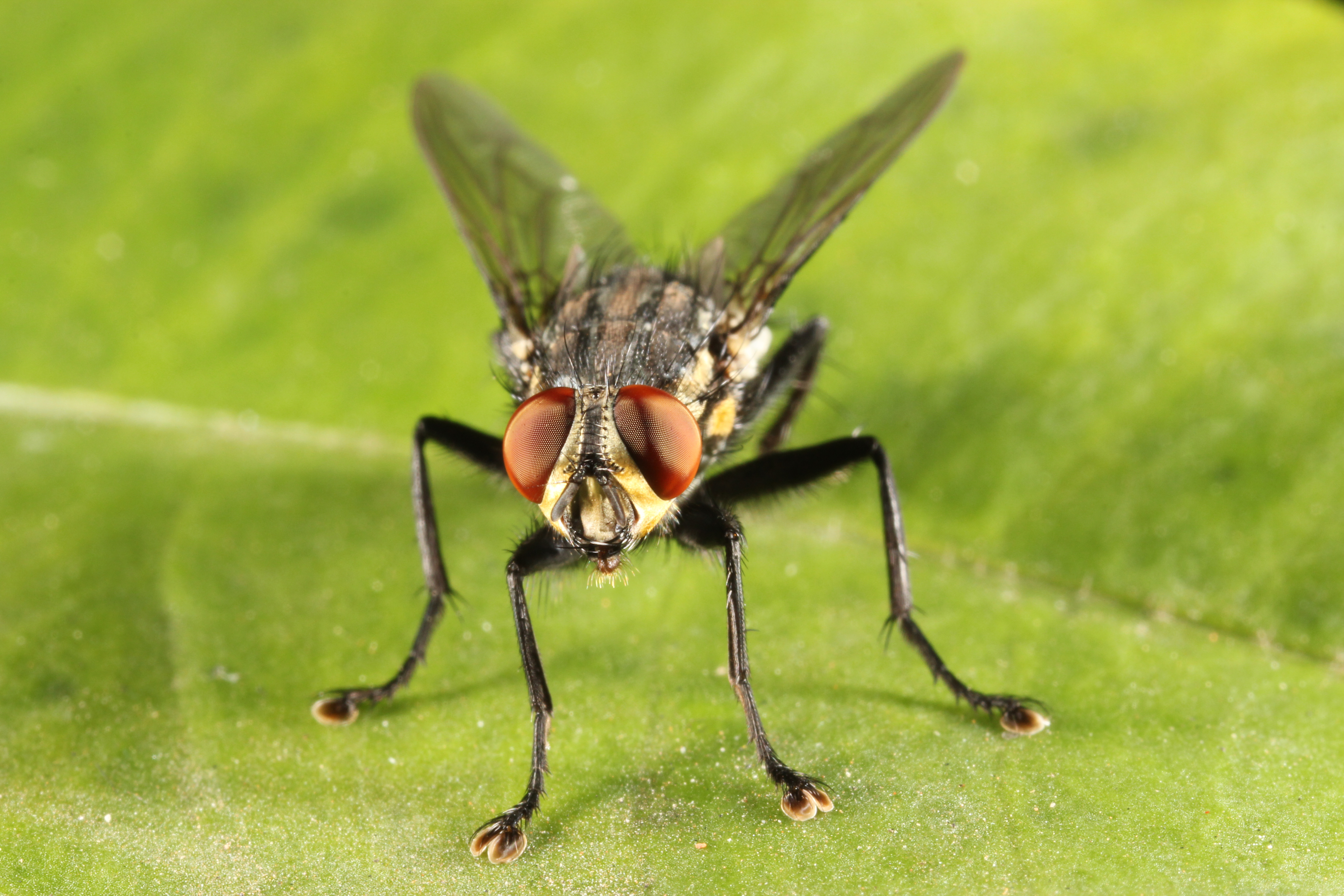
Mosca na Serra do Japi

Brachycera Schiner, 1862 é uma subordem de insectos da ordem dos dípteros (Diptera), que inclui as espécies conhecidas genericamente pelo nome comum de moscas. A maioria das espécies alimenta-se de detritos ou é predadora, incluindo diversas espécies hematófagas. Este grupo distingue-se dos mosquitos (subordem Nematocera) pelas antenas curtas, com poucos segmentos (daí a etimologia do nome: do grego clássico brachy, "curto" e ceros "corno"). As antenas são formadas por três segmentos (os artículos), o último dos quais termina numa longa cerda, a arista, ou num artículo multi-segmentado.

## Sistemática
Investigação recente sobre a sistemática das moscas demonstrou que existem quatro agrupamentos taxonómicos distintos, onde a tradicional fronteira morfológica baseada nos tamanho não corresponde a uma distinção filogenética marcada. O seguinte classificação filogenética é a usado por Pape et al. (2011):
- Ordem Diptera
  - Grupo Neodiptera Michelsen, 1994
    - Família Perissommatidae

  - Grupo Bibionomorpha
    - Subordem Brachycera Macquart, 1834
      - Grupo Orthorrhapha Brauer, 1863
        - (Grupo sem nome atribuído)
          - Família Acroceridae Leach, 1815
          - Família Hilarimorphidae Williston, 1896

        - Família Vermileonidae Williston, 1896
        - Superfamília Asiloidea Latreille, 1802
          - Família Bombyliidae Latreille, 1802
          - Família Asilidae Latreille, 1802
          - Família Mydidae Latreille, 1809
          - Família Apioceridae Bigot, 1857
          - Família Evocoidae Yeates, Irwin & Wiegmann, 2006
          - Família Apsilocephalidae Nagatomi, Saigusa, Nagatomi & Lyneborg, 1991
          - Família Scenopinidae Burmeister, 1835
          - Família Therevidae Newman, 1834
          - Família Cratomyiidae Mazzarolo & Amorim, 2000 (utdødd)
          - Família Protapioceridae Ren, 1998 (utdødd)
          - Família Protomphralidae Rohdendorf, 1957 (utdødd)

        - Superfamília Rhagionoidea Latreille, 1802
          - Família Austroleptidae Nagatomi, 1982
          - Família Bolbomyiidae Stuckenberg, 2001
          - Família Rhagionidae Latreille, 1802
          - Família Palaeostratiomyiidae Rohdendorf, 1938 (utdødd)
          - Família Rhagionempididae Rohdendorf, 1951 (utdødd)
          - Família Eostratiomyiidae Rohdendrof, 1951 (utdødd)

        - Superfamília Stratiomyoidea Latreille, 1802
          - Família Panthophthalmidae Bigot, 1886
          - Família Stratiomyidae Latreille, 1802
          - Família Xylomyidae Verrall, 1901
          - Família Zhangsolvidae Nagatomi & Yang, 1998 (utdødd)

        - Superfamília Tabanoidea Latreille, 1802
          - Família Athericidae Nowicki, 1873
          - Família Oreoleptidae Zloty, Sinclair & Pritchard, 2005
          - Família Pelecorhynchidae Enderlein, 1922
          - Família Tabanidae Latreille, 1802
          - Família Uranorhagionidae >hang, Yan & Ren, 2010 (utdødd)

        - Superfamília Xylophagoidea Fallén 1810
          - Família Xylophagidae Fallén, 1810
          - Família Archisargidae Rohdendorf, 1951 (utdødd)
          - Família Eremochaetidae Ussatchov, 1968 (utdødd)
          - Família Kovalevisargidae Mostovski, 1997 (utdødd)
          - Família Protobrachyceridae Rohdendorf, 1974 (utdødd)

      - Gruppe Eremoneura Lameere, 1906
        - Família Chimeromyiidae Grimaldi, Cunning & Arillo, 2009 (extinto, relação incerta)
        - Superfamília Empidoidea Latreille, 1804
          - Família Atelestidae Hennig, 1970
          - Família Brachystomatidae Melander, 1908
          - Família Dolichopodidae Latreille, 1809
          - Família Empididae Latreille, 1804
          - Família Homalocnemiidae Collin, 1928
          - Família Hybotidae Macquart, 1823
          - Família Oreogetonidae Chvála, 1976

        - Superfamília Apystomyioidea Nagatomi & Liu, 1994
          - Família Apystomyiidae Nagatomi & Liu, 1994

        - Gruppen Cyclorrhapha Brauer, 1863
          - Infraorden Aschiza Becher, 1882
            - Superfamília Phoroidea Curtis, 1833
              - Família Lonchopteridae Macquart, 1823
              - Família Opetiidae Rondani, 1856
              - Família Platypezidae Latreille, 1829
              - Família Ironomyiidae McAlpine & Martin, 1966
              - Família Phoridae Curtis, 1833

            - Superfamília Syrphoidea Latreille, 1802
              - Família Pipunculidae Walker, 1834
              - Família Syrphidae Latreille, 1802

          - Infraorden Schizophora Becher, 1882
            - Gruppen Archischiza Enderlein, 1936
              - Família Conopidae Latreille, 1802

            - Gruppen Muscaria Enderlein, 1936
              - Gruppen Acalyptratae Macquart, 1835
                - Superfamília Carnoidea Newman, 1834
                  - Família Australimyzidae Griffiths, 1972
                  - Família Canacidae Jones, 1906
                  - Família Carnidae Newman, 1834
                  - Família Chloropidae Rondani, 1856
                  - Família Inbiomyiidae Buck, 2006
                  - Família Milichiidae Schiner, 1862
                  - Família Nannodastiidae Papp, 1980

                - Superfamília Ephydroidea Zetterstedt, 1837
                  - Família Ephydridae Zetterstedt, 1837
                  - Família Drosophilidae Rondani, 1856
                  - Família Braulidae Egger, 1853
                  - Família Cryptochetidae Brues & Melander, 1932
                  - Família Camillidae Frey, 1921
                  - Família Curtonotidae Enderlein, 1914
                  - Família Diastatidae Hendel, 1917

                - Superfamília Lauxanioidea Macquart, 1835
                  - Família Celyphidae Bigot, 1852
                  - Família Chamaemyiidae Hendel, 1910
                  - Família Lauxaniidae Macquart, 1835

                - Superfamília Nerioidea Westwood, 1840
                  - Família Cypselosomatidae Hendel, 1931
                  - Família Micropezidae Blanchard, 1840
                  - Família Neriidae Westwood, 1840

                - Superfamília Opomyzoidea Fallén, 1820
                  - Família Acartophthalmidae Czerny, 1928
                  - Família Agromyzidae Fallén, 1823
                  - Família Anthomyzidae Czerny, 1903
                  - Família Asteiidae Rondani, 1856
                  - Família Aulacigastridae Duda, 1924
                  - Família Clusiidae Handlirsch, 1884
                  - Família Fergusoninidae Tonnoir, 1937
                  - Família Marginidae McAlpine, 1991
                  - Família Megamerinidae Hendel, 1913
                  - Família Neminidae McAlpine, 1983
                  - Família Neurochaetidae McAlpine, 1978
                  - Família Odiniidae Hendel, 1920
                  - Família Opomyzidae Fallén, 1820
                  - Família Pallopteridae Loew, 1862
                  - Família Periscelididae Oldenberg, 1914
                  - Família Teratomyzidae Hennig, 1969
                  - Família Xenasteiidae Hardy, 1980

                - Superfamília Sciomyzoidea Fallén, 1820
                  - Família Coelopidae Hendel, 1910
                  - Família Dryomyzidae Schiner, 1862
                  - Família Helcomyzidae Hendel, 1924
                  - Família Huttoninidae Steyskal, 1965
                  - Família Helosciomyzidae Steyskal, 1965
                  - Família Heterocheilidae MacAlpine, 1991
                  - Família Natalimyzidae Barraclough & McAlpine, 2006
                  - Família Phaeomyiidae Verbeke, 1950
                  - Família Ropalomeridae Schiner, 1868
                  - Família Sciomyzidae Fallén, 1820
                  - Família Sepsidae Walker, 1833

                - Superfamília Sphaeroceroidea Macquart, 1835
                  - Família Chyromyidae Schiner, 1863
                  - Família Heleomyzidae Westwood, 1840
                  - Família Heteromyzidae Fallén, 1820
                  - Família Mormotomyiidae Austen, 1936
                  - Família Sphaeroceridae Macquart, 1835

                - Superfamília Tanypezoidea Rondani, 1856
                  - Família Diopsidae Billberg, 1820
                  - Família Gobryidae McAlpinem, 1997
                  - Família Nothybidae small>Frey, 1927
                  - Família Psilidae small>Macquart, 1835
                  - Família Somatiidae Hendel, 1935
                  - Família Syringogastridae Prado, 1969
                  - Família Tanypezidae small>Rondani, 1856

                - Superfamília Tephritoidea Newman, 1834
                  - Família Richardiidae small>Loew, 1868
                  - Família Lonchaeidae Rondani, 1856
                  - Família Piophilidae Macquart, 1835
                  - Família Ulidiidae Macquart, 1835
                  - Família Platystomatidae Schiner, 1862
                  - Família Ctenostylidae Bigot, 1882
                  - Família Tachiniscidae Kertész, 1903
                  - Família Pyrgotidae Loew, 1868
                  - Família Tephritidae Newman, 1834
                  - Família Proneottiphilidae Hennig, 1969 (utdødd)

              - Gruppen Calyptratae Robineau-Desvoidy, 1830
                - Família Eophlebomyiidae Cockerell, 1925 (utdødd)
                - Família Hoffeinsmyiidae Michelsen, 2009 (utdødd)
                - Superfamília Hippoboscoidea Samouelle, 1819 (= Pupipara)
                  - Família Glossinidae Theobald, 1903
                  - Família Hippoboscidae Samouelle, 1819 (incluindo Nycteribiidae e Streblidae?)

                - Superfamília Muscoidea Latreille, 1802
                  - Família Fanniidae Schnabl & Dziedzicki, 1911
                  - Família Muscidae Latreille, 1802
                  - Família Anthomyiidae Robineau-Desvoidy, 1830
                  - Família Scathophagidae Robineau-Desvoidy, 1830

                - Superfamília Oestroidea Leach, 1815
                  - Família Calliphoridae Lauer & Bergenstamm, 1889
                  - Família Mystacinobiidae Holloway, 1976
                  - Família Oestridae Leach, 1815
                  - Família Rhiniidae Brauer & Bergenstamm, 1889
                  - Família Rhinophoridae Robineau-Desvoidy, 1863
                  - Família Sarcophagidae Macquart, 1834
                  - Família Tachinidae Robineau-Desvoidy, 1830

Com base nos conhecimentos filogenéticos mais recentes, a árvore filogenetica (articolada por superfamília) do agrupamento Brachycera é o seguinte:

|  | Xylophagoidea                                                 |
|  |                                                               |
|  | \| \| Vermileonoidea \| \| \| \| \| \| Tabanoidea \| \| \| \| |
|  |                                                               |
|  | Vermileonoidea                                                |
|  |                                                               |
|  | Tabanoidea                                                    |
|  |                                                               |

|  | Vermileonoidea |
|  |                |
|  | Tabanoidea     |
|  |                |

|  | Xylophagoidea                                                 |
|  |                                                               |
|  | \| \| Vermileonoidea \| \| \| \| \| \| Tabanoidea \| \| \| \| |
|  |                                                               |
|  | Vermileonoidea                                                |
|  |                                                               |
|  | Tabanoidea                                                    |
|  |                                                               |

|  | Vermileonoidea |
|  |                |
|  | Tabanoidea     |
|  |                |

|  | Asiloidea                                                   |
|  |                                                             |
|  | \| \| Empidoidea \| \| \| \| \| \| Cyclorrhapha \| \| \| \| |
|  |                                                             |
|  | Empidoidea                                                  |
|  |                                                             |
|  | Cyclorrhapha                                                |
|  |                                                             |

|  | Empidoidea   |
|  |              |
|  | Cyclorrhapha |
|  |              |

|  | Asiloidea                                                   |
|  |                                                             |
|  | \| \| Empidoidea \| \| \| \| \| \| Cyclorrhapha \| \| \| \| |
|  |                                                             |
|  | Empidoidea                                                  |
|  |                                                             |
|  | Cyclorrhapha                                                |
|  |                                                             |

|  | Empidoidea   |
|  |              |
|  | Cyclorrhapha |
|  |              |

|  | Xylophagoidea                                                 |
|  |                                                               |
|  | \| \| Vermileonoidea \| \| \| \| \| \| Tabanoidea \| \| \| \| |
|  |                                                               |
|  | Vermileonoidea                                                |
|  |                                                               |
|  | Tabanoidea                                                    |
|  |                                                               |

|  | Vermileonoidea |
|  |                |
|  | Tabanoidea     |
|  |                |

|  | Xylophagoidea                                                 |
|  |                                                               |
|  | \| \| Vermileonoidea \| \| \| \| \| \| Tabanoidea \| \| \| \| |
|  |                                                               |
|  | Vermileonoidea                                                |
|  |                                                               |
|  | Tabanoidea                                                    |
|  |                                                               |

|  | Vermileonoidea |
|  |                |
|  | Tabanoidea     |
|  |                |

|  | Asiloidea                                                   |
|  |                                                             |
|  | \| \| Empidoidea \| \| \| \| \| \| Cyclorrhapha \| \| \| \| |
|  |                                                             |
|  | Empidoidea                                                  |
|  |                                                             |
|  | Cyclorrhapha                                                |
|  |                                                             |

|  | Empidoidea   |
|  |              |
|  | Cyclorrhapha |
|  |              |

|  | Asiloidea                                                   |
|  |                                                             |
|  | \| \| Empidoidea \| \| \| \| \| \| Cyclorrhapha \| \| \| \| |
|  |                                                             |
|  | Empidoidea                                                  |
|  |                                                             |
|  | Cyclorrhapha                                                |
|  |                                                             |

|  | Empidoidea   |
|  |              |
|  | Cyclorrhapha |
|  |              |

A classificação filogenética mais seguida, proposta por AMORIM & YEATES (2006), e que na generalidade confirma as adequação, originariamente proposta por WOODLEY, de integrar parte do tradicional grupo Orthorrhapha no agrupamento Muscomorpha, produzindo a seguinte estrutura:
- Subordem Brachycera
  - Infraordem Stratiomyomorpha
    - Superfamília Stratiomyoidea

  - Infraordem Xylophagomorpha
    - Superfamília Xylophagoidea

  - Infraordem Tabanomorpha
    - Superfamília Tabanoidea
    - Superfamília Vermileonoidea

  - Infraordem Muscomorpha
    - Secção Nemestrinoidea
    - Secção Asiloidea
    - Secção Empidoidea
    - Secção Cyclorrhapha

### Alguns tipos de moscas
- Mosca-doméstica
- Mosca-das-frutas (Família Tephritidae)
- Drosófilas
- Mosca-gigante (Família Tabanidae), vectores da loa loa
- Mosca tsé-tsé
- Varejeira (Família Calliphoridae)
- Mosca-do-queijo (família Piophilidae)
- Mosca-do-pombo (família Hipoboscidae)

## Moscas como fonte de alimento para os nativos das Américas

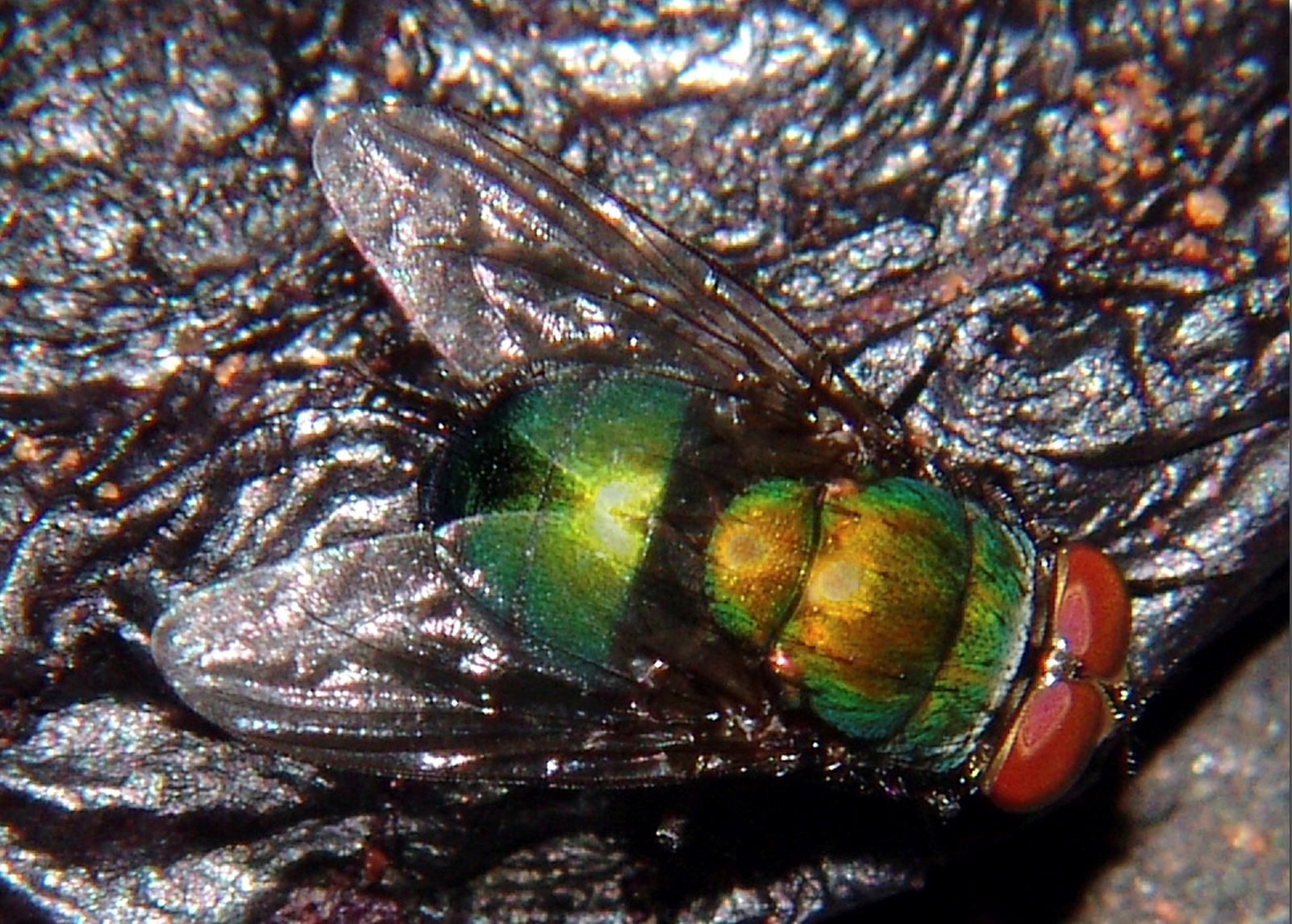
Mosca varejeira.

As moscas, assim como a maioria dos outros insetos serviam de alimento para os povos que habitavam o Novo Mundo. Estes insetos eram consumidos tanto na fase adulta como nas intermediárias como ovo, ninfa, pupa, larva. A maioria dos outros Artrópodos também faziam parte da dieta dos ameríndios.
Os Asteca, do México, incluíam em suas dietas moscas aquáticas, assim como ninhos esponjosos feitos por elas. Ovos de outras moscas aquáticas formavam uma grande massa lamacenta parecida com queijo e chamada de tecuitlatl, ou excremento de pedra. Eles  espremiam a massa e a usavam para fazer pães.
Índios da tribo Mono da Serra Nevada (Califórnia e Nevada) secavam ao sol as pupas da mosca kutsavi (Hydropyrus hians) e faziam um tipo de pão misturando-as com bagas, sementes de capim e outros ingredientes. Eram também ingeridas cruas ou fritas.